# Nikolas Planas
Svatý Nikolas Planas (1851, Naxos – 2. března 1932, Athény) byl řecký duchovní Řecké pravoslavné církve.

## Život
Narodil se roku 1851 na ostrově Naxos jako syn Ioannidise a Augustiny. Ve čtrnácti letech mu zemřel otec, poté se přestěhoval s matkou do Athén. Byli velmi chudí.
V sedmnácti letech se na žádost své matky oženil, ale jeho manželka zemřela krátce po narození jejich syna. Dne 28. července 1879 byl rukopoložen na diákona. Sloužil v chrámu Proměnění Páně ve čtvrti Kottakis.
Vše co zdědil rozdal, jelikož zaplatil část dluhu svého souseda. Poté se oddal asketickému životu.
Dne 2. března 1884 byl rukopoložen na jereje. Po svěcení sloužil v chrámu svatého proroka Elíši poblíž Akropolis (chrám se nedochoval). Poté byl převeden do chrámu svatého velikomučedníka Pantelejmona v oblasti Neos Kosmos. Farnost chrámu tvořilo 13 rodin. Jiný kněz se rozhodl získat tento chrám, a po dohodě s představeným chrámu Nikolase odstranili. Otec Nikolas odešel do chrámu svatého Jana Křtitele.
Jedl jen chléb, zeleninu a pil mléko.
Malé finanční prostředky, které zpočátku získal, tajně věnoval sirotkům, studentům a chudým rodinám. Když se stal slavným knězem, začalo mu procházet rukama hodně peněz, ale ani tehdy je neváhal rozdávat.
Byl prostý, skromný a málo vzdělaný muž. Téměř 50 let sloužil denně liturgii. Ve všední dny sloužil v chrámu svatého Elíši a v dalších malých chrámech kolem Akropolis. Víkend věnoval službě liturgie ve své farnosti. Během proskomidie připomínal asi 2500 jmen. Navštěvoval také nemocné.
Zemřel 2. března 1932.

## Kanonizace
Svatořečen byl 23. července 1992 Konstantinopolským patriarchátem.